# Atletika na Letních olympijských hrách 1900 – 200 metrů muži
Běh na 200 metrů mužů na Letních olympijských hrách 1900 se uskutečnil 22. července v Paříži. 
Šlo o premiéru této disciplíny na olympijských hrách. Startovalo v ní osm běžců ze sedmi zemí. Konaly se dva rozběhy, z nichž postoupili první dva závodníci do následného finále.

## Výsledky finálového běhu
| *                | jméno            | země                   | čas  |
| ---------------- | ---------------- | ---------------------- | ---- |
| Zlatá medaile    | John Tewksbury   | Spojené státy americké | 22,2 |
| Stříbrná medaile | Norman Pritchard | Indie                  | 22,8 |
| Bronzová medaile | Stan Rowley      | Austrálie              | 22,9 |
| 4                | William Holland  | Spojené státy americké | 22,9 |